# Região Geográfica Intermediária de São Paulo
A Região Geográfica Intermediária de São Paulo é uma das onze regiões intermediárias do estado brasileiro de São Paulo e uma das 134 regiões intermediárias do Brasil, criadas pelo Instituto Brasileiro de Geografia e Estatística (IBGE) em 2017. É composta por 50 municípios, distribuídos em duas regiões geográficas imediatas.
Sua população total estimada pelo Instituto Brasileiro de Geografia e Estatística (IBGE) para 1º de julho de 2018 é de 23 448 446 habitantes, distribuídos em uma área total de 11 319,800 km².
São Paulo é o município mais populoso da região intermediária, além de ser capital do estado, com 12 176 866 habitantes, de acordo com estimativas de 2018 do Instituto Brasileiro de Geografia e Estatística (IBGE).

## Regiões geográficas imediatas
| Região geográfica imediata | Municípios | População Estimativa 2018 | Área (km²) |
| -------------------------- | --- | ------------------------- | ---------- |
| São Paulo                  | Arujá Barueri Biritiba Mirim Caieiras Cajamar Carapicuíba Cotia Diadema Embu das Artes Embu-Guaçu Ferraz de Vasconcelos Francisco Morato Franco da Rocha Guararema Guarulhos Itapecerica da Serra Itapevi Itaquaquecetuba Jandira Juquitiba Mairiporã Mauá Mogi das Cruzes Osasco Pirapora do Bom Jesus Poá Ribeirão Pires Rio Grande da Serra Salesópolis Santa Isabel Santana de Parnaíba Santo André São Bernardo do Campo São Caetano do Sul São Lourenço da Serra São Paulo Suzano Taboão da Serra Vargem Grande Paulista | 21 571 281                | 7 946,956  |
| Santos                     | Bertioga Cubatão Guarujá Itanhaém Itariri Mongaguá Pedro de Toledo Peruíbe Praia Grande Santos São Vicente | 1 877 165                 | 3 372,844  |
| Total                      | 50 | 23 448 446                | 11 319,800 |